# Siratoba
Siratoba is een geslacht van spinnen uit de  familie van de wielwebkaardespinnen (Uloboridae).

## Soort
- Siratoba referens (Muma & Gertsch, 1964)
- Siratoba reticens (Gertsch & Davis, 1942)
- Siratoba sira Opell, 1979